# Chris Anderson (tác giả)
Chris Anderson (sinh ngày 9 tháng 7 năm 1961) là một tác giả và doanh nhân người Mỹ gốc Anh. Ông từng là biên tập viên phụ trách cả hai bộ phận công nghệ và kinh doanh của tạp chí The Economist trong 7 năm liền. Từ năm 2001 đến 2012, ông là Tổng biên tập của tạp chí WIRED nổi tiếng.

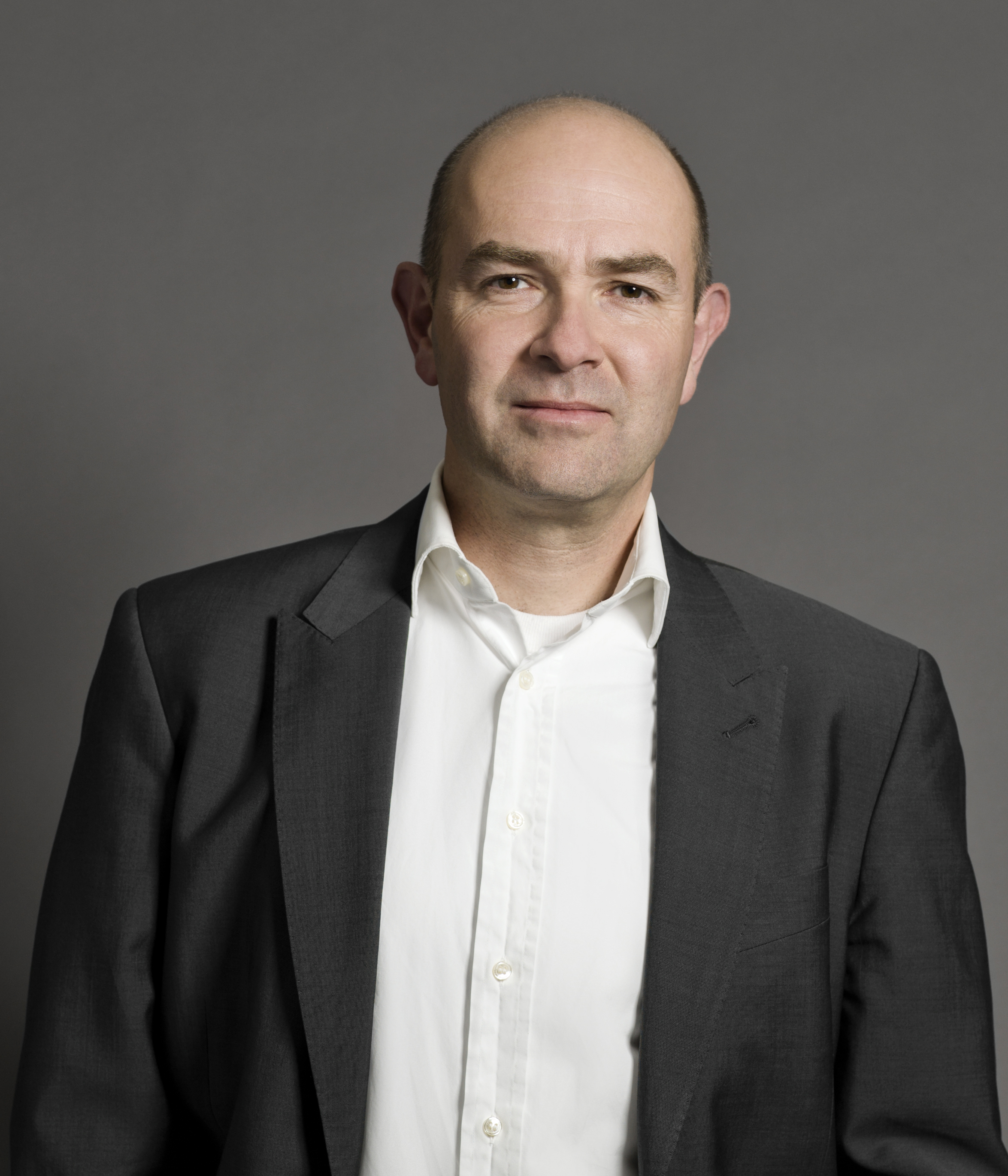
Chris Anderson - tác giả, doanh nhân nổi tiếng với cuốn sách The Long Tail: Why the Future of Business Is Selling Less of More (2006)

Ông được biết đến với bài viết có tựa đề The Long Tail trong bài báo của tạp chí WIRED vào tháng 10 năm 2004; và phiên bản dài của cuốn sách The Long Tail: Why the Future of Business Is Selling Less of More được xuất bản vào năm 2006.
Hiện tại, ông là người đồng sáng lập và CEO của 3D Robotics, một công ty sản xuất máy bay không người lái.

## Tiểu sử
Anderson sinh ngày 9 tháng 7 năm 1961 (59 tuổi) tại London, Anh. Khi mới lên 5, gia đình ông chuyển đến sống tại Hoa Kỳ. Chính vì vậy, ông mang hai quốc tịch Mỹ-Anh,Ông có bằng khoa học, chuyên ngành vật lý tại Đại học George Washington và tiếp tục nghiên cứu cơ học lượng tử và Khoa học báo chí tại Đại học California, Berkeley. Ông thực hiện các nghiên cứu vật lý tại Phòng thí nghiệm quốc gia Los Alamos.

## Sự nghiệp
Ông bắt đầu sự nghiệp tại hai tờ báo khoa học uy tín Nature and Science với công việc biên tập viên trong sáu năm.
Sau đó, ông gia nhập The economist vào năm 1994, trong khoảng thời gian 7 năm, ông làm việc ở London, Hồng Kông và Thành phố New York với nhiều vị trí khác nhau, từ biên tập viên công nghệ đến biên tập viên kinh doanh Hoa Kỳ.
Năm 2001, ông đảm nhận vị trí Tổng biên tập viên của tạp chí Wired - một tạp chí hàng tháng ở Mỹ và được xuất bản trong các ấn bản in và trực tuyến, tập trung vào cách các công nghệ mới nổi ảnh hưởng đến văn hóa, nền kinh tế và chính trị. Ông đã dẫn dắt tạp chí này tới sáu đề cử Giải thưởng Tạp chí Quốc gia, giành giải thưởng cao nhất có uy tín cho General Excellence năm 2005 và 2007.
Bài viết năm 2004 của ông, The Long Tail trong Wired đã được phát triển và mở rộng thành một cuốn sách vào năm 2006, có tựa đề The Long Tail: Why the Future of Business Is Selling Less of More, nằm trong danh sách những quyển sách bán chạy nhất của tạp chí New York Times. Nội dung cuốn sách cho rằng, các sản phẩm có nhu cầu thấp hoặc doanh số thấp có thể đóng góp thị phần lớn hơn so với các đối thủ của nó, hoặc vượt qua các sản phẩm bán chạy trong thời điểm hiện tại, miễn là cửa hàng hoặc kênh phân phối đủ lớn. Cuốn sách này đã mang về cho Anderson giải thưởng Gerald Loeb năm 2007 dành cho sách kinh doanh. Ngoài ra, ông còn điều hành một blog về chủ đề này www.thelongtail.com.
Năm 2009, ông xuất bản cuốn sách Free: The Future of a Radical Price (Tương lai của một mức giá cách mạng) xem xét những lợi thế của mô hình định giá cho phép miễn phí các sản phẩm và dịch vụ đối với người tiêu dùng và làm thế nào để doanh nghiệp có thể thu được lợi nhuận lâu dài hơn. Cuốn sách ra mắt và đứng thứ 12 trong danh sách bán chạy nhất của The New York Times. Ngoài ra, trong hai tuần đầu tiên, ước tính có khoảng 200.000 đến 300.000 bản kỹ thuật số được tải xuống miễn phí trong một khoảng thời gian giới hạn. Audiobook của cuốn sách cũng được miễn phí.
Cũng trong năm 2009, Chris Anderson được có mặt trong danh sách 50 nhà tư tưởng lớn của thế giới, cùng với những nhân vật khác như Steve Jobs, Bill Gate, Michael Porter,...
Năm 2012, cuốn sách Makers: The New Industrial Revolution của Chris Anderson được ra mắt dựa trên bài viết năm 2010 của ông, "Atoms Are the New Bits" (Nguyên tử là những mảnh ghép mới). Cuốn sách mô tả cách các doanh nhân đang sử dụng thiết kế nguồn mở và in 3D như một nền tảng để thúc đẩy sự hồi sinh của nền sản xuất Mỹ. Những ý tưởng trong cuốn sách mà ông đề cập như: cung cấp ý tưởng cho đám đông, sử dụng các công cụ thiết kế và sản xuất chi phí thấp hơn; xem xét các lựa chọn để thuê ngoài sản xuất thâm dụng vốn... đã được nhấn mạnh trong bài viết Harvard Business Review tháng 2 năm 2012, "From Do It Yourself to Do It Together".
Anderson đã được giới thiệu và phỏng vấn trên chương trình radio The Amp Hour trong tập 105 - Cuộc phỏng vấn với Chris Anderson - Deambulatory Daedal Drone, nơi anh thảo luận về sự nghiệp, sách và ngành công nghiệp phần cứng và máy bay không người lái.

## Cuộc sống cá nhân
Anderson hiện đang sống tại Berkeley, California, USA với vợ và năm người con. Ông gặp vợ mình khi làm việc tại tạp chí khoa học, Nature.

## Các cuốn sách nổi tiếng của Chris Anderson
- Năm 2006, The Long Tail: Why the Future of Business Is Selling Less of More.
- Năm 2009: Free: The Future of a Radical Price.
- Năm 2012: Makers: The New Industrial Revolution.